# Rýzmberk
Rýzmberk (niem. Riesenberg) – ruiny zamku położone w pobliżu miejscowości Kdyně, w kraju pilzneńskim, w Czechach.
Gotycki zamek został zbudowany na żądanie króla Przemysła Ottokara II, w drugiej połowie XIII wieku. Jako jeden z pierwszych właścicieli wymienionych w 1279 był Diepold Schwihau von Riesenberg. Zamek został użyty w tym czasie, aby strzec Przełęczy Wszerubskiej na głównej drodze z Pragi do Ratyzbony. W kolejnych latach zamek przeszedł kilka zmian, największą po pożarze w 1448 i za czasów Břetislava Schwihau von Riesenberg w 1508. Zamek został dodatkowo umocniony i został uznany za nie do zdobycia. W 1620 zamek został zajęty przez podstęp cesarskiej armii pod dowództwem generała Baltasara Marradasa, a w 1641 zdobyty i zdewastowanych przez Szwedów. W 1655, cesarz Ferdynand III postanowił zniszczyć mury twierdzy.
Rdzeń zamku tworzyły lochy z wieżą na jednej stronie i pałac mieszkalny z drugiej strony, z ufortyfikowanym przedzamczem, również z dwoma wieżami, bastionami po bokach i dodatkowym skrzydłem pałacu. Nadal widoczne są ufortyfikowania i piwnice zamku.
Od 1697 zamek był ruiną w posiadaniu rodziny Stadion, ale był używany tylko jako parking, na którym rodzina w latach 1846-47 zbudowała strażnicę. W 1935 rozpoczęła się budowa amfiteatru, który został po raz pierwszy użyty przez występy amatorskich grup teatralnych. Obecnie odbywa się tu corocznie festiwal country i folkloru Rýzmberský hradní guláš.
Zamek Rýzmberk stanowi tło dla sceny rozgrywanej w powieści Consuelo francuskiej pisarki George Sand.